# Kindler von Zackenstein

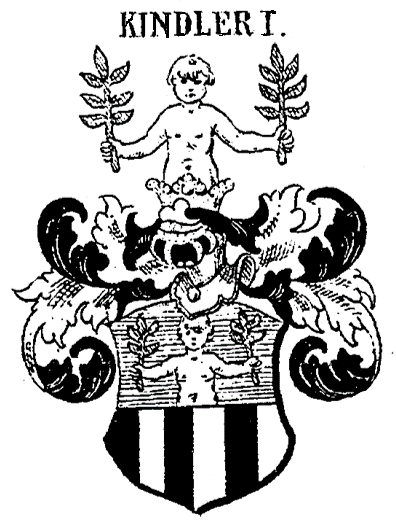
Wappen der Kindler in Schlesien in Siebmachers Wappenbuch

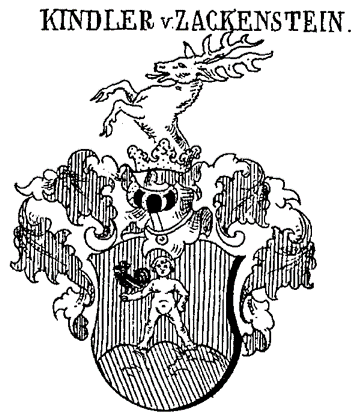
Wappen der Kindler von Zackenstein in Siebmachers Wappenbuch

Kindler von Zackenstein, ist der Name eines alten brandenburgischen Adelsgeschlechts.
Man vermutet, die Familie kam aus Schlesien, da es die von Kindler dort gab. Die von Zackenstein waren dort jedoch noch nicht in den Adelsstand erhoben worden. Erst im 16. Jahrhundert wurde die Familie im Gubener Raum in der Niederlausitz begütert. Namensvariationen waren Kindler auf Zackenstein, Kindler vom Zackenstein, Kindler von Czakenstein. Im 18. Jahrhundert war der Stamm bereits erloschen. Die Daten widersprechen sich in der Literatur teilweise.

## Sippe
Andreas Paul Kindler und Anna Gröbel begründen den Stamm, ihre Herkunft wurde mit Schlesien angegeben. Ihr Sohn Ernst Albrecht Kindler auf Zackenstein „der Ältere“, war Landvogt und Herr auf Henzendorf und Treppeln, bevor er um 1600 starb. Er wurde 1573 in den rittermäßigen Adelsstand erhoben, die Bestätigungsurkunde erhielt sein Enkel Albrecht „der Jüngere“ am 10. April 1580. Der in Hirschberg geborene Ernst Albrecht war dort zunächst Syndikus, ehe er im Dienste des Kaisers Maximilian II. kaiserlicher Rat und Oberappellationsgerichtsassessor in Böhmen, später Kanzler, dann Landeshauptmann und zuletzt Landvogt in der Niederlausitz wurde. Er war dreimal verheiratet, in erster Ehe mit Caritas Tielisch von Tielenau, in zweiter Ehe mit einer von Stange, in dritter Ehe mit einer unbekannten Frau.
Aus den Ehen entsprangen die Söhne:
- Gideon Kindler von Zackenstein auf Henzendorf und Treppeln, (* 24. Juli 1555) wurde Kanzler des Markgrafentums Niederlausitz. Bis zu seinem Tod im Jahre 1619 war Treppeln in Familienbesitz. Dessen Ehefrau war Christiane von Schlieben, er hinterließ eine Tochter.
- Albrecht (Albert) Kindler von Zackenstein, Appellationssekretär, starb vor seinem Vater, vermutlich am 30. März 1573 zu Prag.
- Paul Kindler von Zackenstein auf Henzendorf, Klostervogt zu Neuzelle, und Amalia von Radstock, Sohn war:

Albrecht von Zackenstein „der Jüngere“ war der letzte männliche Nachkomme, er saß auf Henzendorf noch 1657, dann ist diese Linie mit seinem Tod erloschen. Er war 1622 Oberamtskanzler und 1626 Landesbestallter des Klosters Neuzelle.
In der Paul-Gerhardt-Kirche in Lübben befindet sich das Epitaph von Albrecht und Gideon. Albrecht, der Amtskanzler, und Gideon Kindler von Zackendorf besaßen 1583 Henzendorf.
Weitere Familienmitglieder waren:
- Siegfried Kindler von Zackenstein auf Henzendorf, Ehe mit Anna von Gutthäter
- Nikolaus Kindler von Zackenstein, im Jahre 1590 Verwalter der Landvogtei in der Niederlausitz

In Schlesien finden sich:
- Karl Friedrich Kindler von Zackenstein und Barbara Elisabeth von Schindel, gemeinsame Tochter Anna Helene Kindler von Zackenstein (* um 1676 Kurzwitz, Schlesien). Sie ist die Ehefrau von Alexander von Schlichting (* 6. Oktober 1672 in Schlichtingsheim; † 1752).[2] Ihre Abstammung ist bisher unklar.

## Wappen
- Blasonierung des Wappens in Schlesien: Geteilt; oben in Blau ein aus der Teilung wachsender nackter Mann (Kind?), in den ausgestreckten Händen je zu Pfahl einen grünen Zweig haltend; unten von Schwarz und Silber in sechs Plätze gespalten. Auf  dem gekrönten Helm mit schwarz-silbernen Decken der Mann wachsend. Abweichend hält der Mann eine Kleestaude mit drei Blättern.[3]
- Blasonierung des Wappens nach Nobilitierung: In Rot ein grüner Dreihügel ein nacktes Kind, auf der ausgestreckten Rechten einen schwarzen Hahn haltend. Auf dem gekrönten Helm mit rot-silbernen Decken ein silberner, rechts gekehrter Hirsch wachsend.[4]